# Мартин (Небраска)
Мартин (енгл. Martin) насељено је место без административног статуса у америчкој савезној држави Небраска.

## Демографија
По попису из 2010. године број становника је 92.
| Група             | 2000.    | 2010.      |
| Белци             | 0 (0,0%) | 86 (93,5%) |
| Афроамериканци    | 0 (0,0%) | 0 (0,0%)   |
| Азијати           | 0 (0,0%) | 0 (0,0%)   |
| Хиспаноамериканци | 0 (0,0%) | 3 (3,3%)   |
| Укупно            | 0        | 92         |